# Josep Maria Bofill Draper
Manel Bofill Draper (Reus, 1934) és un dirigent esportiu català.
Va ser el president de la Federació Catalana de Tennis entre 1975 i 1981. Doctor en enginyeria industrial format a Alemanya i França, era soci del Club Tennis Barcino, de la directiva del qual havia format part, i va ser l'iniciador del procés de modernització i professionalització de la federació i del tennis català en general, amb un programa innovador que passava per la descentralització de la tasca federativa, estimular la creació d'escoles infantils als clubs, reformar els reglaments de les competicions, oferir ajusts econòmics en funció dels resultats i convertir-se en una de les primeres federacions a informatitzar la seva gestió. El 1974 va ser vocal del Comitè de Competició de la Federació Espanyola de la qual va arribar a ser vicepresident. Rebé la medalla Forjadors de la Història Esportiva de Catalunya el 1989.